# Peter Viggo Jakobsen
Peter Viggo Jakobsen (født 1966 i Aarhus) er en dansk lektor i Institut for Strategi ved Forsvarsakademiet og professor ved Center for War Studies ved Syddansk Universitet. Han er tidligere lektor i international politik ved Københavns Universitet. Han er uddannet cand.scient.pol. og Ph.D.. Han forsker i forsvars- og sikkerhedspolitik og i konflikthåndtering.